# Campeonato Mundial de Atletismo Sub-20 de 2016 - Revezamento 4x100 m masculino
A prova dos 4x100 metros masculino do Campeonato Mundial de Atletismo Sub-20 de 2016 ocorreu entre os dias 22 e 23 de julho em Bydgoszcz, na Polônia. 

## Recordes
Antes desta competição, os recordes mundiais e do campeonato nesta prova eram os seguintes:
|     | Nacionalidade  | Tempo | Local    | Data                |
| --- | -------------- | ----- | -------- | ------------------- |
| WJR | Estados Unidos | 38.66 | Grosseto | 18 de julho de 2004 |
| CR  | Estados Unidos | 38.66 | Grosseto | 18 de julho de 2004 |
| WJL | Taipé Chinesa  | 39.51 | Taoyuan  | 19 de maio de 2016  |

## Medalhistas
| Ouro                                                                                                 | Prata                                                                | Bronze                                                                                      |
| Estados Unidos · Michael Norman Jr. · Hakim Montgomery · Brandon Taylor · Noah Lyles · Amere Lattin* | Japão · Ippei Takeda · Jun Yamashita · Wataru Inuzuka · Kenta Oshima | Alemanha · Roger Gurski · Thomas Barthel · Niels Torben Giese · Manuel Eitel · Deniz Almas* |

*Atletas que competiram apenas nas eliminatórias

## Cronograma
Todos os horários são locais (UTC+1).
| Data        | Hora  | Evento        |
| ----------- | ----- | ------------- |
| 22 de julho | 18:30 | Eliminatórias |
| 23 de julho | 19:35 | Final         |

## Resultados

### Eliminatórias
Qualificação: Os 2 primeiros de cada bateria (Q) e os 2 tempos mais rápidos (q). 
| Posição | Bateria | Nacionalidade  | Atletas                                                                             | Tempo | Notas                |
| ------- | ------- | -------------- | ----------------------------------------------------------------------------------- | ----- | -------------------- |
| 1       | 3       | Japão          | Ippei Takeda, Jun Yamashita, Wataru Inuzuka, Kenta Oshima                           | 39.53 | Q,                   |
| 2       | 3       | Austrália      | Trae Williams, Jack Hale, Cameron Searle, Nicholas Andrews                          | 39.67 | Q                    |
| 3       | 2       | Alemanha       | Deniz Almas, Thomas Barthel, Niels Torben Giese, Manuel Eitel                       | 39.69 | Q,                   |
| 4       | 3       | Estados Unidos | Amere Lattin, Hakim Montgomery, Brandon Taylor, Noah Lyles                          | 39.70 | q,                   |
| 5       | 2       | Jamaica        | Fabian Hewitt, Raheem Chambers, Jhevaughn Matherson, Hujaye Cornwall                | 39.80 | Q                    |
| 6       | 1       | Grã-Bretanha   | Zanson Plummer, Oliver Bromby, Ryan Gorman, Gerald Matthew                          | 39.91 | Q                    |
| 7       | 2       | Polónia        | Jakub Gałandziej, Adrian Wesela, Damian Sztejkowski, Eryk Hampel                    | 39.98 | q,                   |
| 8       | 2       | Espanha        | Aitor Same Ekobo, Manuel de Nicolás, Oriol Madi, Daniel Ambrós                      | 40.09 | Recorde da temporada |
| 9       | 1       | Itália         | Nicholas Artuso, Freider Fornasari, Andrea Federici, Filippo Tortu                  | 40.13 | Q,                   |
| 10      | 3       | Barbados       | Michael Nicholls, Mario Burke, Kentoine Browne, Jaquone Hoyte                       | 40.14 | NJR                  |
| 11      | 1       | Taipé Chinesa  | Yeh Shou-po, Yang Chun-han, Liu Chao-hsuan, Cheng Po-yu                             | 40.33 |                      |
| 12      | 3       | Nigéria        | Raymond Ekevwo, Soyemi Abiola, Godwin Ashien, Emmanuel Arowolo                      | 40.39 | Recorde da temporada |
| 13      | 1       | Botswana       | Mompoloki Powane, Baboloki Thebe, Xholani Talane, Thabiso Sekgopi                   | 40.41 | Recorde da temporada |
| 14      | 1       | Irlanda        | Eoin Doherty, Cíllín Greene, Sean Lawlor, Joseph Ojewumi                            | 40.48 | NJR                  |
| 15      | 1       | Portugal       | Frederico Curvelo, Rafael Jorge, João Pinto, João Esteves                           | 40.64 | Recorde da temporada |
| 16      | 2       | Nova Zelândia  | Jordan Bolland, Hamish Gill, Jacob Matson, Ethan Holman                             | 40.80 |                      |
| 17      | 2       | Brasil         | Felipe dos Santos, Paulo André de Oliveira, Derick Silva, Willian Schramm Deschamps | DSQ   | R163.3(a)            |
| 18      | 3       | África do Sul  |                                                                                     | DNS   |                      |

### Final

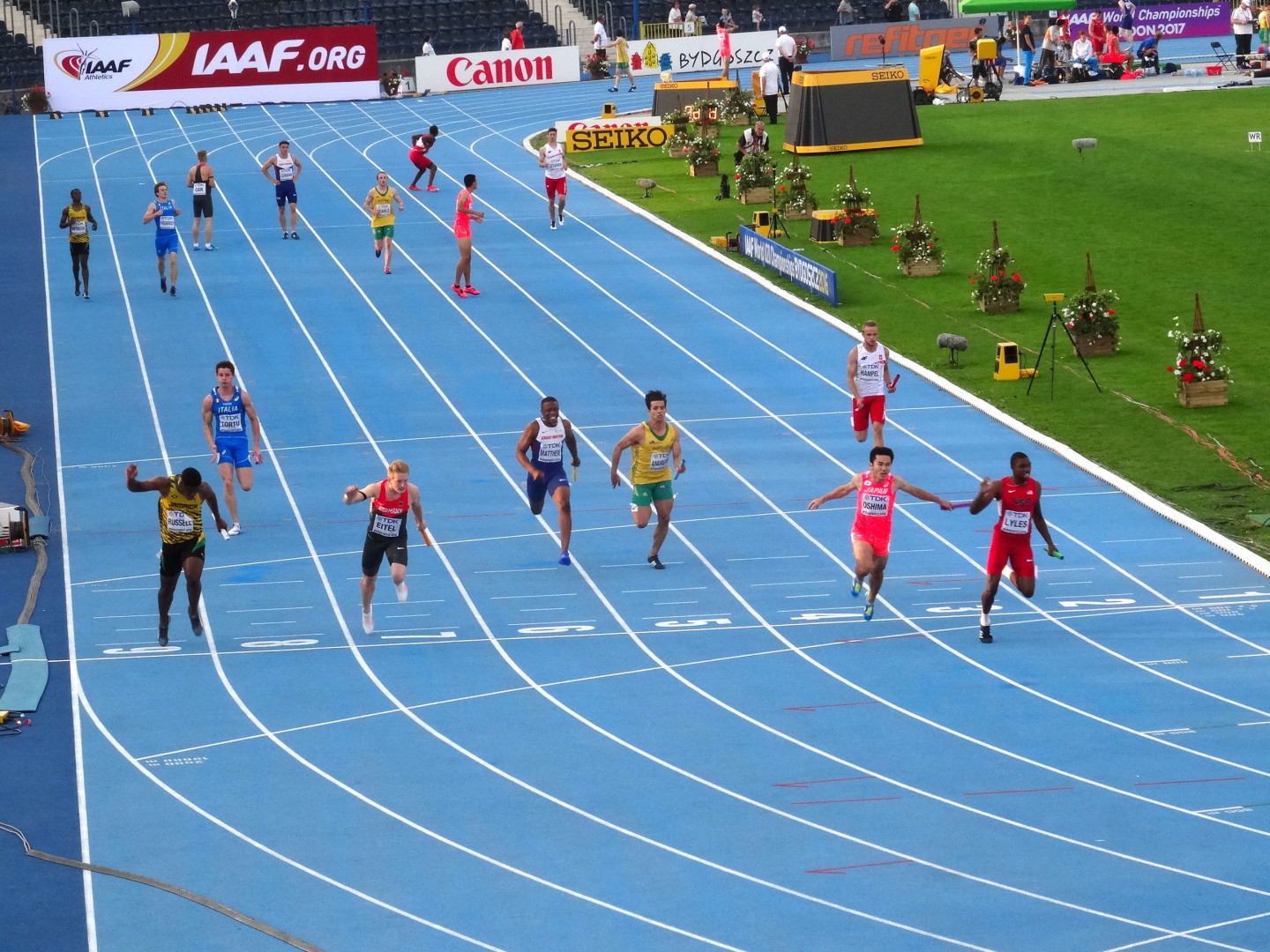
A final

A prova final foi realizada no dia 23 de julho às 19:35. 
| Posição           | Raia | Nacionalidade  | Atletas                                                            | Tempo | Notas                |
| ----------------- | ---- | -------------- | ------------------------------------------------------------------ | ----- | -------------------- |
| Medalha de ouro   | 3    | Estados Unidos | Michael Norman Jr., Hakim Montgomery, Brandon Taylor, Noah Lyles   | 38.93 | WJL                  |
| Medalha de prata  | 4    | Japão          | Ippei Takeda, Jun Yamashita, Wataru Inuzuka, Kenta Oshima          | 39.01 | AJS                  |
| Medalha de bronze | 7    | Alemanha       | Roger Gurski, Thomas Barthel, Niels Torben Giese, Manuel Eitel     | 39.13 | EJR, Cartão amarelo  |
| 4                 | 9    | Jamaica        | Raheem Chambers, Nigel Ellis, Jhevaughn Matherson, De'Jour Russell | 39.13 | Recorde da temporada |
| 5                 | 5    | Austrália      | Trae Williams, Jack Hale, Cameron Searle, Nicholas Andrews         | 39.57 | Recorde da temporada |
| 6                 | 6    | Grã-Bretanha   | Zanson Plummer, Oliver Bromby, Ryan Gorman, Gerald Matthew         | 39.57 | Recorde da temporada |
| 7                 | 8    | Itália         | Nicholas Artuso, Freider Fornasari, Andrea Federici, Filippo Tortu | 40.02 | Recorde da temporada |
| 8                 | 2    | Polónia        | Jakub Gałandziej, Adrian Wesela, Damian Sztejkowski, Eryk Hampel   | 40.25 |                      |

Legenda
| Recorde mundial       | Recorde mundial (World record)               |                       | Recorde africano                      | Recorde africano (African) |                                           | Q | Classificado por posição (Qualified) |
| Recorde do campeonato | Recorde do campeonato (Championship record)  | Recorde da América    | Recorde da América (Americas)         | q                          | Classificado por melhor tempo (Qualified) |   |                                      |
| Melhor marca do ano   | Melhor marca do ano (World leading)          | Recorde asiático      | Recorde asiático (Asian)              | DNS                        | Não largou (Did not start)                |   |                                      |
| Recorde nacional      | Recorde nacional (National record)           | Recorde europeu       | Recorde europeu (European)            | DNF                        | Não terminou (Did not finish)             |   |                                      |
| Recorde pessoal       | Recorde pessoal do atleta (Personal best)    | Recorde da Oceania    | Recorde da Oceania (Oceania)          | DSQ / DQ                   | Desclassificado (Disqualified)            |   |                                      |
| Recorde da temporada  | Recorde da temporada do atleta (Season best) | Recorde sul-americano | Recorde sul-americano (South America) | NM                         | Sem marca (No mark)                       |   |                                      |